# Erika Géczi
Erika Géczi (Budapest, 10 ottobre 1959) è un'ex canoista ungherese.
Ha vinto un argento nel K4 500 m a Seul 1988.

## Palmarès
- Giochi olimpici

Seul 1988: argento nel K4 500 m.
- Mondiali

1982: argento nel K2 500 m e K4 500 m.
1983: argento nel K2 500 m.
1985: bronzo nel K4 500 m.
1986: oro nel K4 500 m.
1987: argento nel K4 500 m.